# Meteorus nadezhdae
Meteorus nadezhdae är en stekelart som beskrevs av Lobodenko 2000. Meteorus nadezhdae ingår i släktet Meteorus och familjen bracksteklar. Inga underarter finns listade i Catalogue of Life.